# Панлейкопенія котів
Панлейкопенія («котяча чумка») — вірусна хвороба кішок, що відрізняється високою контагіозністю, характеризується гарячкою (високою температурою), ураженням шлунково-кишкового тракту, респіраторних органів, серця, загальною інтоксикацією та зневодненням організму. Безпечна для людини.

## Збудник хвороби
Хвороба викликається парвовірусом (лат. Virus panleukopenia feline) з групи парвовірусів розміром 20-25 нм. Даний вірус має антигенну спорідненість із збудниками вірусного ентериту норок і парвовірусного ентериту собак. Геном вірусу представлений однонитчатою молекулою ДНК. Смертність кошенят при даному захворюванні становить 90 %. Для людей вірус безпечний. Вірус вражає крипти тонкого кишечнику, клітини кісткового мозку, лімфатичну систему.
Вірус парвовіруса стійкий при рН 3,0—9,0, витримує нагрівання до 60 °С протягом 1 год, на нього не діють діетиловий ефір, хлороформ, пепсин, трипсин. Термін життя вірусу у зовнішньому середовищі досягає 1 року, у зв'язку з чим він широко поширений в природі.